# Obuch (Orgelbauer)
Obuch war eine Orgelbauerfamilie in Mohrungen in Preußen im 17. und 18. Jahrhundert.

## Orgelbauer

### Matthias Obuch
In Mohrungen gab es seit etwa 1670 eine Orgelbauerwerkstatt, allerdings ist unbekannt, von wem.
Von Matthias Obuch ist um 1690  eine erste Reparatur  bekannt. Dieser war dann auch Stadtkämmerer und gründete das Gut Obuchshöfchen, das bis heute als Dorf besteht. Von 1726 sind letzte Orgelarbeiten von ihm bekannt, 1744 wurde er als seit einigen Jahren verstorben bezeichnet.
Söhne waren:
- Gottfried Wilhelm Obuch (* 23. Mai 1707), erster ostpreußischer Missionar in Nagapatnam
- Christoph Heinrich Obuch (1713–1787), Orgelbauer in Mohrungen
- David Friedrich Obuch, um 1760 Kirchenvorsteher in Mohrungen (Verwandtschaft vermutet)

### Christoph Heinrich Obuch
Christoph Heinrich Obuch wurde am 5. Juni 1713 in Mohrungen geboren. Er war Schüler bei Andreas Hildebrandt in Danzig bis etwa 1733. Danach ging er auf Wanderschaft nach Kurland, Livland, Russland, Schweden, Dänemark, Holstein und Niedersachsen, wo er 1740 in Lüneburg arbeitete. In diesem Jahre musste er wegen des Krieges nach Mohrungen zurückkehren. Im folgenden Jahr beantragte Obuch ein Privileg als Orgelbauer, was ihm zunächst versagt wurde mit der Begründung, er solle erst eine Probe seines Könnens bauen. Da dieses ohne Privileg schwierig zu finanzieren war und Adam Gottlob Casparini als privilegierter Hoforgelbauer in Königsberg dagegen protestierte, ging Obuch zu diesem, um bei ihm 23 Monate als Gehilfe zu arbeiten. 1744 stellte er nach seiner Rückkehr nach Mohrungen einen erneuten Antrag, der wieder wegen eines fehlenden Probestücks abgelehnt wurde. Obuch baute erste kleine Instrumente und erhielt endlich 1750 das Privileg, nachdem Casparinis heftigste Widerstände keinen Erfolg mehr hatten.
Am 12. September 1787 starb Christoph Heinrich Obuch in Mohrungen. Nachkommen oder Nachfolger sind nicht bekannt. Schüler waren Johann Friedrich Rhode, der 1749 in Saalfeld mitgearbeitet hatte und wahrscheinlich Gottlieb Paschke, der sehr ähnliche Orgeln wie Obuch baute.

## Orgeln (Auswahl)

### Matthias Obuch
Von Matthias Obuch sind 11 Neubauten, drei Zuschreibungen und drei Reparaturen bekannt. Erhalten ist der Prospekt in Morąg (Mohrungen).
Orgelneubauten
| Jahr    | Ort                   | Gebäude         | Bild | Manuale | Register | Bemerkungen                                                                                         |
| ------- | --------------------- | --------------- | ---- | ------- | -------- | --------------------------------------------------------------------------------------------------- |
| 1693    | Trunz (Milejewo)      | Kirche          |      |         |          | Zuschreibung, ursprünglich in Elbing, St. Anna, 1762/63 umgesetzt                                   |
| um 1700 | Altstadt              | Kirche          |      | I/P     | 12       | |
| 1705    | Mohrungen (Morąg)     | Ev. Stadtkirche |      | II/P    | 26       | Prospekt mit den originalen bemalten Prospektpfeifen erhalten, 1906 pneumatischer Neubau von Wittek |
| 1707    | Riesenburg (Prabuty)  | Stadtkirche     |      | I/P     | 18       | Reparaturen und Erweiterung, 1945 verbrannt                                                         |
| 1716    | Altfelde (Stare Pole) | Kirche          |      | II      | 20       | ohne Pedal, 1892 Neubau von August Terletzki                                                        |

### Christoph Heinrich Obuch
Von Christoph Heinrich Obuch sind heute 21 Neubauten, drei Zuschreibungen und einige Reparaturen bekannt, im damaligen ostpreußischen Oberland, sowie bei Elbing und Marienburg. Alle Instrumente hatten nur ein Manual. Der Prospekt und Teile der Orgel in Zalewo (Saalfeld) sind erhalten, wahrscheinlich auch weitere Prospekte.
Orgelneubauten
| Jahr      | Ort                           | Gebäude             | Bild | Manuale | Register | Bemerkungen                                                                                                   |
| --------- | ----------------------------- | ------------------- | ---- | ------- | -------- | --- |
| 1742      | Mühlhausen (Młynary)          | Kirche              |      | I/P     | 20       | bei Casparini mitgeholfen, weitgehend erhalten                                                                |
| 1745      | Grünhagen (Zielonka Pasłęcka) | Kirche              |      |         |          | Positiv, erstes eigenes Werk, nicht erhalten                                                                  |
| 1748      | Elbing (Elbląg)               | Heilig-Geist-Kirche |      | I/P     | 12       | Gehäuse in Trunz (Milejewo) erhalten                                                                          |
| 1748–1752 | Saalfeld (Zalewo)             | Stadtkirche         |      | I/P     | 17       | Prospekt erhalten, 1902 Neu- oder Umbau durch Wittek mit Teilen der bisherigen Orgel, 1943 Umbau durch Kemper |
| 1749      | Lenzen                        | Kirche              |      | I/P     | 10       | nicht erhalten                                                                                                |
| um 1750   | Marienau                      | Kirche              |      | I/P     | 10       | |
| 1752      | Schadwalde (Szawałd)          | Kirche              |      | I/P     |          | nicht erhalten                                                                                                |
| 1754      | Thiensdorf (Jezioro)          | Kirche              |      | I/P     | 13       | Prospekt erhalten                                                                                             |
| 1762      | Stalle (Stalewo)              | Kirche              |      | I/P     | 13       | nicht erhalten                                                                                                |
| 1782      | Molthainen (Mołtajny)         | Kirche              |      | I/P     | 14       | Weitgehend erhalten                                                                                           |

Weitere Arbeiten
- 1750–1752 Preußisch Holland (Pasłęk), Kirche, Abbau und Wiederaufbau der Hildebrandt-Orgel von 1717/19 (II/P, 36) wegen Reparaturen in der Kirche, Orgel erhalten